# Det brinner, min sköna
Det brinner, min sköna (tjeckisk originaltitel: Hoří, má panenko) är en tjeckoslovakisk film från 1967 i regi av Miloš Forman. Filmen handlar om den årliga balen i en liten tjeckisk stad som frivilligbrandkåren anordnar. Forman använde sig av amatörer i filmen. Filmen kom att bli den sista som Forman gjorde i Tjeckoslovakien och hans första i färg. Den ses som en milstolpe i den tjeckoslovakiska nya vågen.
Den var nominerad till en Oscar för bästa utländska film vid Oscarsgalan 1969.

### Webbkällor
- Det brinner, min sköna på Internet Movie Database (engelska)